# Marceline Hugot
Marceline Hugot (Hartford, Connecticut, 10 de Fevereiro de 1960) é uma atriz norte-americana mais conhecida por seu papel como Kathy Geiss na série de televisão 30 Rock.

## Filmografia
| Ano       | Título                                  | Papel                                       | Nota(s)                     |
| --------- | --------------------------------------- | ------------------------------------------- | --------------------------- |
| 2012      | The Happy House                         | Hildie                                      | Pós-produção                |
| 2012      | Backwards                               | Sra. Atkinson                               | Pós-produção                |
| 2012      | The Discoverers                         | Assistente Dean                             | Pós-produção                |
| 2004-2011 | Law & Order: Special Victims Unit       | Leslie Price/Irmã                           | 2 episódios                 |
| 2011      | The Onion News Network                  | Presidente Sue Hallinan/Presidente Hallinan | 5 episódios                 |
| 2011      | Boardwalk Empire                        | Irmã Bernice                                | 1 episódio                  |
| 2011      | I Don't Know How She Does It            | Beth                                        |                             |
| 2011      | Mildred Pierce                          | Mulher da Mesa Dois                         | 2 episódios                 |
| 2011      | Blue Bloods                             | Sra. Carmichael                             | Episódio "Age of Innocence" |
| 2011      | Our Idiot Brother                       | Judy                                        |                             |
| 2011      | Win Win                                 | Mulher #2                                   |                             |
| 2007-2010 | 30 Rock                                 | Kathy Geiss                                 | 10 episódios                |
| 2009      | Julie & Julia                           | Madame Bernheim                             |                             |
| 2009      | Confessions of a Shopaholic             | Mulher das Vendas                           |                             |
| 2009      | Motherhood                              | Turista Curiosa                             |                             |
| 2009      | The Messenger                           | Sra. Flanigan                               |                             |
| 2009      | The Winning Season                      | Dra. Parsons                                |                             |
| 2009      | (Untitled)                              | Comprador de Arte Corporativo               |                             |
| 2008      | The Sisterhood of the Traveling Pants 2 | Enfermeira                                  |                             |
| 2008      | Be Kind Rewind                          | Trabalhadora da Câmara Municipal            |                             |
| 2007      | Never Forever                           | Dr. Hanson                                  |                             |